# Hélène Receveaux
Hélène Receveaux (ur. 28 lutego 1991 w Chenôve) – francuska judoczka, brązowa medalistka Mistrzostw Europy 2017, trzykrotnie brązowa medalistka Uniwersjady, mistrzyni Francji w 2011 roku.